# Agresiune sexuală
Agresiunea sexuală este un act în care o persoană atinge în mod intenționat sexual o altă persoană fără consimțământul acelei persoane, sau constrânge sau fizic forțează o persoană să se angajeze într-un act sexual împotriva voinței lor. Este o formă de violență sexuală care include viol (deși în legislația română agresiunea sexuală presupune alte acte, în afară de cele care constituie viol) (penetrarea forțată vaginală, anală sau orală sau agresiune sexuală facilitată de droguri), pipăit, abuzul sexual asupra copiilor sau tortura persoanei într-o manieră sexuală.
Agresiunea sexuală include atingerea oricărei părți a corpului, acoperită sau nu cu haine, fie cu o parte a corpului agresorului sau cu un obiect în Anglia.
Agresiunea sexuală este o formă de violență sexuală care este definită în noul cod penal al României la  Art. 219 "Agresiunea sexuală".

## Regim juridic

### România
În România, conform Codului penal, agresiunea sexuală nu include și violul. Acesta din urmă este reglementat de articolul 218, în timp ce agresiunea sexuală, comisă sub regimul constrângeri sau oricare altul ce poate fi asimilat acesteia, este reglementată de articolul 2019. Aceasta este o prevedere relativ nouă, fiind introdusă de actualul Cod penal, nefiind prezentă și în cel anterior.